# Coloré (série télévisée)
Saison 2
Coloré est un feuilleton télévisé congolais en 26 épisodes de 24 minutes, réalisé par Rogers Ofime et diffusé sur TV5 Monde,.

## Synopsis
Ce feuilleton met en scène une jeune femme d'apparence séduisante, Olive Musimba, issue d'un milieu défavorisé, un bidonville de Bandal, étudiante à l'Université de Kinshasa qui s'engage dans des relations sentimentales compromettantes dans l'optique d'être à la hauteur de ses camarades de la faculté. Elle rencontre un homme d'affaires Marcus Paterne, riche et puissant, plus âgé qu'elle, qu'il la comble de présents.

## Distribution
- Laure-Anne Mukadi : Olive Musimba
- Jason Kurt Golomingi : Yves Boris
- Mars Kadiombo : Marcus Paterne
- Carine Ilunga : Clavidia Paterne
- Mireille Mbudi : Maman Musimba
- Jean Shaka : Professeur Peter
- Linda Akoth : Bellevie César
- Giresse Kassonga: Contremaître
- Cherubin Ntumba: Fransnel
- Leah Kayembe: Sarah Paterne
- Joël Dangala: Coco Musimba
- Dayana Esebe: Anne-Marie Musimba
- Emmanuel Elbass Manuana: Jacob Musimba

## Saisons
Coloré n'a qu'une saison à 26 épisodes : 
- Épisode 1 : Petite fille, grands rêves ;
- Épisode 2 : Sacrifices ;
- Épisode 3 : Elle est à moi ;
- Épisode 4 : Le défi ;
- Épisode 5 : L'amour et l'ambition ;
- Épisode 6 : Attente ;
- Épisode 7 : Désir interdit ;
- Épisode 8 : Elle est un ange ;
- Épisode 9 : Roses et épines ;
- Épisode 10 : Les secrets ;
- Épisode 11 : Quand l'amour est une convoitise ;
- Épisode 12 : Le mensonge du cœur ;
- Épisode 13 : La mort est arrogante ;
- Épisode 14 : Marcher sur les œufs ;
- Épisode 15 : À la recherche de l'espoir ;
- Épisode 16 : Lutte pour la justice ;
- Épisode 17 : Batailles combattues et perdues ;
- Épisode 18 : Nouveau départ ;
- Épisode 19 : La trahison ;
- Épisode 20 : Tu me grattes le dos, je te gratte le tien ;
- Épisode 21 : Tu gagnes ;
- Épisode 22 : Déjeuner avec un ennemi ;
- Épisode 23 : Parfois, les rêves épousent la réalité ;
- Épisode 24 : Au lit du diable ;
- Épisode 25 : Conséquences ;
- Épisode 26 : Se battre contre sa conscience.